# 佐藤博治
佐藤博治（日语：／ Satō hiroji，1925年2月3日—2000年6月4日），出身於青森縣，日本男子乒乓球運動員。
1952年至1953年間，他在世界乒乓球錦標賽與亞洲乒乓球錦標賽斬獲數面獎牌。當時他首度使用膠皮與底板之間加入海綿層的球拍，被視為現代乒乓球拍的起源。雖然一度被認為憑藉技術突破而在賽場上獲得優勢，不過現代乒乓球也在海綿膠皮發明以後才真正成型。

## 經歷
1947年，他在全日本軟式乒乓球選手權大會獲得男子單打冠軍，雙打則和金田芳雄搭檔同樣奪得冠軍。
1952年，原田力藏阿姆斯特朗株式會社社長發明海綿膠皮，他成為首位使用的選手，並於1952年世界乒乓球錦標賽一舉獲得男子單打冠軍。
由於原本默默無聞卻獲得世界冠軍，對國際乒壇帶來巨大衝擊，因此同年獲頒朝日體育賞。